# Девакі

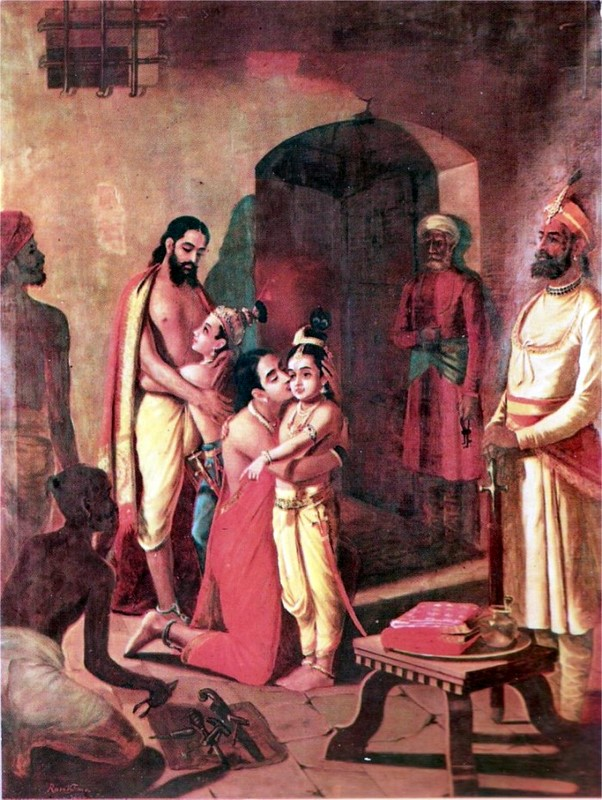
Крішна і Баларама зустрічаються зі своїми батьками

Девакі (санскр. देवकी) - дружина Васудеви і мати Крішни і Баларами в індуїзмі.  У «Бгагавата-пурані» описується, що вона була дочкою молодшого брата царя Матхура Уграсени по імені Девакі . Брат Девакі Камс, посадив її разом з чоловіком Васудеви до в'язниці після того, як почув пророцтво, що восьмий син Девакі вб'є його. Злякавшись пророцтва, Камс вбив одного за іншим шість новонароджених немовлят Девакі. Сьома дитина, Баларама, уникнув неминучої смерті після того, як чудесним чином був перенесений з утроби Девакі в живіт іншої дружини Васудеви на ім'я Рохіні, яка перебувала на волі. Замість Баларами, в живіт Девакі була поміщена дівчинка-немовля, яка насправді була втіленням Майї. 
Восьмим сином Девакі був Крішна. Крішна народився вночі і потайки був перенесений Васудеви в маленьке пастуше село Гокул в будинок ватажка пастухів  Нанди і його дружини Яшоди. Описується, що Крішна не народився від статевого зв'язку Девакі і Васудеви, але був чудесним чином перенесений в її черево з розуму Васудеви. 
Після того як Камс зрозумів, що восьма дитина Девакі залишився в живих і кудись зникла, він звільнив Девакі і Васудеви з в'язниці і вони оселилися в Матхуре. 
Пізніше, у Васудеви і його другої дружини Рохіні народилася дочка Субхадра, яка вийшла заміж за Арджуну. Від Арджуни у неї народився син Абхіманью. Згодом, вони разом з усім населенням Матхура переїхали в Двараку. 